# Productronica
Productronica és una fira comercial per a la fabricació d'electrònica que se celebra a Munic cada dos anys des de 1975. Té lloc al recinte firal de Munic, al districte de Riem. El patrocinador conceptual de productronica és la Productronics Association de VDMA (Federació d'Enginyeria Alemanya), i la fira és un component clau en la xarxa de fires d'electrònica organitzada per Messe München.
Productronica té lloc a mitjans de novembre durant tots els anys desiguals, alternant cada any amb la fira electrònica, i ocupa una mitjana de deu sales d'exposicions. Paral·lelament a la fira se celebra a Munic una sèrie de conferències tècniques sobre la indústria electrònica.

## Sectors expositius de productronica
Els sectors expositius de productronica s'han desenvolupat contínuament des de 1975. Els sectors primaris de la fira sempre han estat els següents:
- Fabricació de circuits i circuits portadors
- Tecnologia de muntatge de components
- Tecnologies en el processament de cables
- Tecnologia de soldadura
- Prova i mesura, garantia de qualitat

Tanmateix, l'índex de productes de la fira també inclou els següents temes:
- Fabricació de components híbrids
- Processament de materials, fabricació de LED i components discrets
- Fabricació de bobines
- Programari de producció i processament
- Acabat del producte
- Logística de producció i tecnologia de flux de materials
- Serveis de fabricació electrònica (EMS)
- Subsistemes de producció
- Materials i equips operatius, tecnologia ambiental
- Serveis
- Fabricació fotovoltaica
- Fabricació de bateries i emmagatzematge d'energia
- Electrònica orgànica i impresa, politrònica
- Fabricació de semiconductors i display
- Producció micro/nano